# Ferrari F80
Ferrari F80 (тип F250) — гібридний спорткар із середньомоторним розташуванням двигуна, створений італійським виробником автомобілів Ferrari. Розроблений і названий на честь 80-річчя компанії, він є наступником LaFerrari.

## Дизайн
Дизайн F80 був натхненний F40, який був присвячений 40-річчю Ferrari, і Ferrari Daytona SP3. Деякі елементи стилю, зокрема чорна смуга на капоті, були натхненні Ferrari 365 GTB/4 Daytona, схожим на Ferrari 12Cilindri.

## Опис
Ferrari F80 був розроблений Адріано Раелі. Кузов автомобіля заснований на боліді Формули-1.
Ferrari F80 оснащений 3,0-літровим двигуном Tipo F163 CF 120° twin-turbo  V6 з кутом розвалу циліндрів 120°. Без системи рекуперативного гальмування двигун розвиває потужність 900 к.с., і з системою рекуперативного гальмування — 1200 к.с. Таким чином, F80 є найпотужнішим гіперкаром Ferrari (раніше такий статус мав Ferrari SF90 Stradale з двигуном потужністю 1030 к.с.).
Завдяки масі 1525 кг автомобіль Ferrari F80 здатний розганятися до 100 км/год всього за 2,15 секунди. Максимальна швидкість становить понад 350 км/год.

## Виробництво
Ferrari F80 був представлений 17 жовтня 2024 року.
Ferrari заявляє, що виробництво почнеться у 2025 році та завершиться у 2027 році. Буде виготовлено лише 799 одиниць, усі вони вже зарезервовані клієнтами, кожна з яких коштує приблизно 3,9 мільйона доларів США (3,6 мільйона євро).